# 加田哲二
加田 哲二（かだ てつじ、1895年（明治28年）11月26日 - 1964年（昭和39年）4月24日）は、大正・昭和時代の植民政策学者、言論人、社会学者、東亜協同体論者、経済学博士。慶應義塾大学経済学部名誉教授、昭和研究会委員、大日本言論報国会理事。本名は忠臣（ちゅうしん）。

## 経歴
東京府に生まれる。
京華中学を卒業後、1919年（大正8年）3月、慶應義塾大学部理財科を卒業。卒業論文は「アダム・スミスの価値学説研究」である。同年、同大学経済学部に奉職する。生粋の江戸っ子でもっぱら和服で通した。経済学及び社会学の研究のために、イギリス、ドイツ、フランス、アメリカに3年の予定で留学。実際には2年4ヵ月の間、ベルリンで過ごしイギリスではロンドン、ケンブリッジなどで主に過ごして帰国。
1920年代に本格的なマルクス研究を開始。三木清らとともに昭和研究会で活躍することになる加田は、マルクス主義の影響を強く受けてはいたが、狭義のマルクス主義者ではなく、またナチズムに対しては批判的ではあった。社会学、ドイツ経済学説研究より転じて近代日本の社会思想史研究に着手し『明治初期社会経済思想史』（岩波書店）を執筆。
日中戦争期には昭和研究会、東亜経済ブロック研究会のメンバーとなり、「東亜協同体論」の論客となった。輸入に制限を加えて自国産業を保護し、日本における外国商人の活動を抑制するために外人の内地雑居に反対し保護貿易を唱え、慶大の学生思想に影響を与えた。大東亜戦争の開戦で慶應義塾大学亜細亜研究所が設置されると、加田はその研究部長に就任。その頃から海軍に招ばれて大東亜経済建設に関して諮問を受けるようになる。
終戦後、言論報国会理事に就任していたため公職追放。のち経済学博士となったが、教職追放が解除された後、加田は慶應義塾に戻ってこなかった。戦後に加田が福澤諭吉の思想の研究にいっそう打ち込むようになったのをみて周囲の者たちが何と返答したらよいか一瞬迷ったこともあったという。
1952年（昭和27年）に山口大学教授、同年5月より読売新聞論説委員。1954年（昭和29年）より日本大学経済学部教授となる。加田経済研究所長、民主社会主義連盟設立委員・会員などをもつとめた。

## 著作
- 経済価値論 1921年。
- ウィリアム・モリス評伝 1922年。
- 『社会学概論』慶応義塾出版局　1928年。
- インタアナショナルの理論 1932年。
- 国民主義と国際主義 1932年。
- 日本ファッシヅム論 1932年。
- 日本國家社会主義批判　春秋社　1932年11月20日
- 維新以後の社会経済思想槪論 1934年。
- 社会學序說 1934年。
- 福沢諭吉・神田孝平集 1936年。
- 明治初期社会経済思想史 1937年。
- 世界経済の体制 1938年。
- 社會史 1940年。
- 植民政策 1940年。
- 政治・経済・民族 1940年。
- ナチスの基礎 1940年。
- 日本国家主義の発展 1940年。
- 轉換期の政治經濟思想　慶應書房　1940年1月17日
- 人種・民族・戦争 　慶應書房　1940年6月28日
- 太平洋経済戦争論 1941年
- 何を読むべきか 1941年。
- 現代の経済戦争 1942年。
- 社会思想 1942年。
- 西洋経済学者の話 1942年。
- 戦争本質論 1942年。
- 日本経済学者の話 1942年。
- 西洋経済学者 1947年。
- 『社会学講話』岩崎書店　1948年。
- 如何にして学ぶべきか 1950年。
- 近代日本の性格 1952年。
- 新生アジアの全貌 1955年。
- 『日本の労働運動』日本経済復興協会　1957年。
- 亜細亜は一、なり 1958年。
- 思想家としての福澤諭吉 1958年。
- 日本経済発展史 1960年。
- 日本社会経済思想史 1962年。